# Tanita breviceps
Tanita breviceps is een rechtvleugelig insect uit de familie Pyrgomorphidae. De wetenschappelijke naam van deze soort is voor het eerst geldig gepubliceerd in 1882 door Bolívar.